# تاریخچه دلار ایالات متحده
تاریخچه دلار ایالات متحده (انگلیسی: History of the United States dollar) به بیش از ۲۰۰ سال برمی گردد نظر به اینکه کنگره قاره‌ای ایالات متحده آمریکا اجازه به انتشار دلار آمریکا در تاریخ ۸ اوت ۱۷۸۶ داد. اصطلاح دلار به طور عام از تاریخ استعماری ایالات متحده آمریکا مورد استفاده قرار گرفته است به زمانی که سکه هشت رئالی (دلار اسپانیایی) توسط مردم اسپانیا در سراسر اسپانیای نو استفاده می‌شده است، اشاره دارد. اگرچه چندین نظام پولی در اوایل جمهوری پیشنهاد شد. دلار توسط کنگره برای انتشار در انواع سکه‌ها و اسکناس‌های مختلف پذیرفته شد.

## تاریخچه

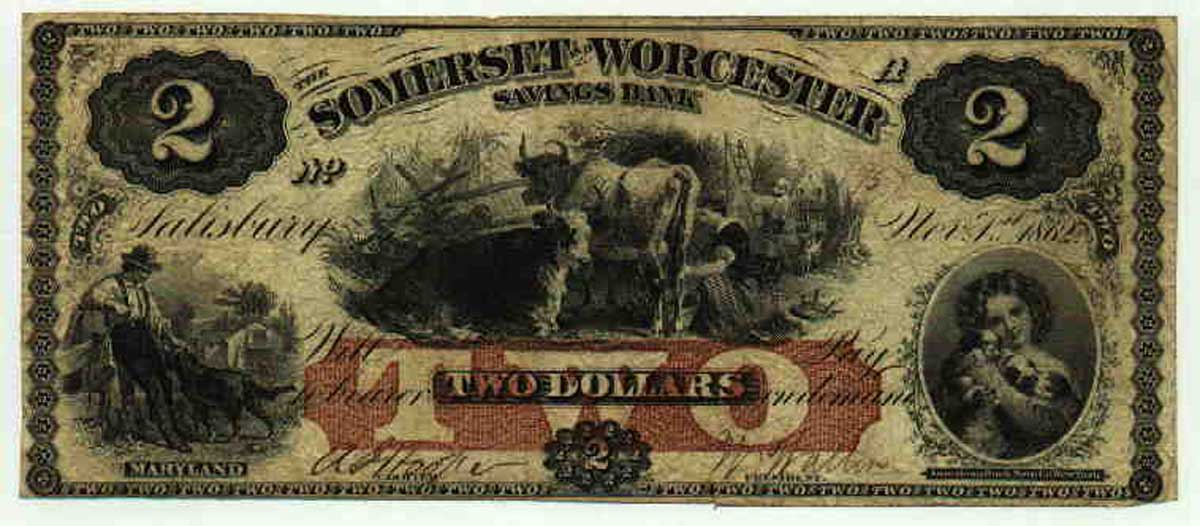
۲ دلاری، اول نوامبر ۱۸۶۲

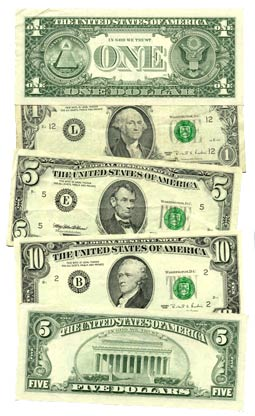
اسکناس‌های فدرال رزرو ایالات متحده در نیمه دهه ۱۹۹۰

در پایان سال ۱۷۷۸، ارز قاره‌ای تنها بین ۱/۵ تا ۱/۷ ارزش اسمی اصلی خود را حفظ کرد. تا پایان سال ۱۷۸۰، اسکناس‌های قاره‌ای فقط ۱/۴۰ ارزش اسمی خود می‌ارزیدند. کنگره تلاش کرد تا وضعیت ارز را به وسیله حذف اسکناس‌های قدیمی از چرخه و انتشار اسکناس‌های جدید ترمیم کند اما این کار با موفقیت کمی همراه بود. تا پایان مه ۱۷۸۱، اسکناس‌های قاره‌ای خیلی بی‌ارزش شدند و از اینکه به عنوان پول به گردش در آیند متوقف شدند. بنجامین فرانکلین، متوجه شد که تنزل بهای ارز در واقع به همان اندازه مالیات پرداختی برای جنگ بوده است. در دهه ۱۷۹۰، پس از تصویب قانون اساسی ایالات متحده ریال ارزهای قاره‌ای می‌توانستند به بهای ۱ درصد ارزش اسمی اوراق قرضه خزانه داری معاوضه شوند.
کنگره رابرت موریس را به عنوان سرپرست امور مالی از ایالات متحده برای دنبال کردن دلیل سقوط ارز قاره‌ای تعیین کرد. در سال ۱۷۸۲، موریس از تأسیس نخستین مؤسسه مالی با امتیاز ایالات متحده حمایت کرد. بانک آمریکای شمالی توسط سکه‌های قرض گرفته شده از فرانسه تأمین شد. موریس مراحل پایانی جنگ را با انتشار یادداشت‌هایی به نام خودش به پشتوانه پولش کمک کرد. بانک آمریکای شمالی هم اسکناس‌هایی قابل تبدیل به سکه انتشار داد. در ۸ اوت ۱۷۸۵، کنگره قاره‌ای ایالات متحده مجوز انتشار یک ارز جدید را به نام دلار آمریکا صادر کرد.

با این حال تورم و سقوط ارز قاره‌ای باعث شد نمایندگان در مجمع قانون اساسی در فیلا دلفیا در سال ۱۷۸۷ بندهای طلا و نقره را در قانون اساسی برای جلوگیری از صدور اعتبارها و اسکناس‌ها به طور فردی توسط ایالت‌ها لحاظ کند. اصل اول قانون اساسی ایالات متحده|اصل اول بیان می‌کند که آنها درست کردن هر چیزی به جز سکه طلا و نقره یک مناقصه را در پرداخت بدهی‌ها ممنوع کرده‌اند. این محدودیت اسکناس‌ها و اعتبارها به دولت فدرال هم توسعه پیدا کرد، چنانچه قدرت "حذف اسکناسها " از لوایح کنفدراسیون لغو شد؛ و تنها قدرت قرض پول با اعتبار به کنگره داده شد.

ضرابخانه ایالات متحده توسط کنگره گذراندن قانون ضرب سکه سال ۱۷۹۲ ایجاد شد. در درجه اول وظیفه آن تولید و گردش ضرب سکه بود. اولین ساختمان ضرابخانه در فیلا دلفیا بود. پایتخت آن دوره ایالت متحده. ضرابخانه اصولاً در وزارت امور خارجه ایالات متحده آمریکا واقع شد. تا قانون ضرب سکه ۱۸۷۳ وقتی آن جزئی از وزارت خزانه‌داری ایالات متحده آمریکا بود. (در سال ۱۹۸۱ تحت نظارت خزانه دار ایالت متحده قرار داده شد). ضرابخانه مجوز تبدیل فلز گرانبها به مسکوکات استاندارد را داشت.

پس از ایجاد دلار آمریکا، رئیس جمهور دولت نوپای آمریکا جورج واشینگتن توجه خود را به انتشار دوباره پول در اوایل دهه ۱۷۹۰ تحت رهبری آلکساندر همیلتون، وزیر خزانه داری وقت متمرکز کرد. کنگره به توصیه همیلتون در فانون ضرب سکه در سال ۱۷۹۲ عمل کرد که دلار را به عنوان واحد پایه شمردن برای ایالت متحده ایجاد کرد.